# Коффи, Пол
Пол Ду́глас Ко́ффи  (англ. Paul Douglas Coffey; 1 июня 1961, Уэстон, Онтарио, Канада) — канадский хоккеист, один из лучших защитников НХЛ в 1980—1990-е годы.
Год драфта — 1980 год (первый раунд, № 6). Второй по результативности защитник за всю историю НХЛ (после Рэя Бурка) — 1531 очко (396+1135) в регулярных чемпионатах НХЛ. Рекордсмен по числу шайб, заброшенных защитником за один сезон регулярного чемпионата НХЛ — 48 в 1985/1986; до этого рекорд принадлежал Бобби Орру — 46). Отыграл в Лиге 21 сезон. Четырёхкратный обладатель Кубка Стэнли (1984, 1985, 1987, 1991). Трижды признавался лучшим защитником НХЛ (Норрис Трофи — 1985, 1986, 1995). 14-кратный участник Матча всех звёзд НХЛ. Трёхкратный обладатель Кубка Канады (1984, 1987, 1991). Финалист Кубка мира 1996 года. Участник чемпионата мира 1990 года. Завершил игровую карьеру в 2001 году. В 2004 году был введён в Зал хоккейной славы в Торонто.
Выступал за 9 клубов НХЛ: «Эдмонтон Ойлерз», «Питтсбург Пингвинз», «Лос-Анджелес Кингз», «Детройт Ред Уингз», «Каролину Харрикейнз» («Хартфорд Уэйлерс»), «Чикаго Блэкхокс», «Филадельфию Флайерз» и «Бостон Брюинз».

## Стиль игры
Отличался отличной конькобежной техникой, высокой стартовой и дистанционной скоростью, хорошей техникой. Славился своими рывками с шайбой от «ворот до ворот». Но в то же время в отличие от известных атакующих защитников предыдущего поколения (Дениса Потвена, Бобби Орра) и своего (Фил Хаусли, Эл Макиннис, Рэй Бурк) Коффи был менее универсален и нередко при рывках и подключениях к атакам терял позицию, что заставило создать целую систему его подстраховки в золотом составе «Эдмонтон Ойлерз» 1980-х годов и «Питтсбург Пингвинз» начала 1990-х годов. По результативности Коффи превосходил большинство нападающих своего времени. Пик его бомбардирских достижений пришёлся на середине 1980-х. В 1985 году Коффи набрал невероятные 37 очков (12+25) за 18 матчей победного для «Ойлерз» плей-офф Кубка Стэнли. В сезоне 1985/86 он набрал рекордные для себя 138 очков (48+90) в 79 матчах регулярного сезона и занял третье место в списке бомбардиров после Гретцки и Марио Лемьё.
Вследствие ряда травм в период игры за «Лос-Анджелес Кингз» заметно потерял в скорости и его результативность сильно упала, но игра стала более разносторонней и надежной в защите.

## Статистика
| Легенда | Легенда                    | Легенда | Легенда                   | Легенда | Легенда    |
| ------- | -------------------------- | ------- | ------------------------- | ------- | ---------- |
| И       | Количество проведённых игр | Штр     | Штрафное время            | +/−     | Плюс-минус |
| Г       | Голы                       | П       | Голевые передачи          | О       | Очки       |
| -       | Статистика неизвестна      | —       | Статистика не учитывалась |         |            |

## Достижения

### Как игрок
Командные
| Год              | Команда            | Достижение                  | Достижение |
| ---------------- | ------------------ | --------------------------- | ---------- |
| 1984, 1987, 1991 | Канада             | Победитель Кубка Канады (3) |            |
| 1984, 1985, 1987 | Эдмонтон Ойлерз    | Обладатель Кубка Стэнли (4) |            |
| 1991             | Питтсбург Пингвинз | Обладатель Кубка Стэнли (4) |            |

Личные
| Год                          | Команда            | Достижение                                     | Достижение |
| ---------------------------- | ------------------ | ---------------------------------------------- | ---------- |
| Клубные                      |                    |                                                |            |
| 1980                         | Китченер Рейнджерс | Попадание во вторую Сборную всех звёзд OHA     |            |
| 1982, 1983, 1984, 1985, 1986 | Эдмонтон Ойлерз    | Участник Матча всех звёзд НХЛ (14)             |            |
| 1988, 1989, 1990, 1991, 1992 | Питтсбург Пингвинз | Участник Матча всех звёзд НХЛ (14)             |            |
| 1993                         | Лос Анджелес Кингз | Участник Матча всех звёзд НХЛ (14)             |            |
| 1994, 1996, 1997             | Детройт Ред Уингз  | Участник Матча всех звёзд НХЛ (14)             |            |
| 1982, 1983, 1984             | Эдмонтон Ойлерз    | Попадание во вторую Сборную всех звёзд НХЛ (4) |            |
| 1990                         | Питтсбург Пингвинз | Попадание во вторую Сборную всех звёзд НХЛ (4) |            |
| 1985, 1986                   | Эдмонтон Ойлерз    | Обладатель «Джеймс Норрис Трофи» (3)           |            |
| 1995                         | Детройт Ред Уингз  | Обладатель «Джеймс Норрис Трофи» (3)           |            |
| 1985, 1986                   | Эдмонтон Ойлерз    | Попадание в первую Сборную всех звёзд НХЛ (4)  |            |
| 1989                         | Питтсбург Пингвинз | Попадание в первую Сборную всех звёзд НХЛ (4)  |            |
| 1995                         | Детройт Ред Уингз  | Попадание в первую Сборную всех звёзд НХЛ (4)  |            |
| Международные                |                    |                                                |            |
| 1984                         | Канада             | Попадание в Сборную всех звёзд Кубка Канады    |            |
| 1984                         | Канада             | Лучший ассистент Кубка Канады                  |            |
| 1996                         | Канада             | Лучший ассистент Кубка мира                    |            |

Другие
| Год  | Достижение                               | Достижение |
| ---- | ---------------------------------------- | ---------- |
| 2004 | Включён в Зал хоккейной славы            |            |
| 2007 | Включён в зал славы «Питтсбург Пингвинз» |            |

## Рекорды
НХЛ
- Наибольшее количество голов в одном сезоне среди защитников — 48 в сезоне 1985/1986
- Наибольшее количество голов в меньшинстве в одном сезоне среди защитников — 9 в сезоне 1985/1986
- Наибольшее количество очков в одной игре среди защитников — 8 в сезоне 1985/1986 (совместно с Томом Блэйденом)
- Наибольшее количество передач в одной игре среди защитников — 6 в сезоне 1985/1986 (совместно с четырьмя хоккеистами)
- Наибольшее количество голов в одном розыгрыше плей-офф Кубка Стэнли среди защитников — 12 (1985)
- Наибольшее количество передач в одном розыгрыше плей-офф Кубка Стэнли среди защитников — 25 (1985)
- Наибольшее количество очков в одном розыгрыше плей-офф Кубка Стэнли среди защитников — 37 (1985)
- Наибольшее количество голов в меньшинстве в одном розыгрыше плей-офф Кубка Стэнли среди защитников — 2 (1983 и 1996)